# Harina de maida

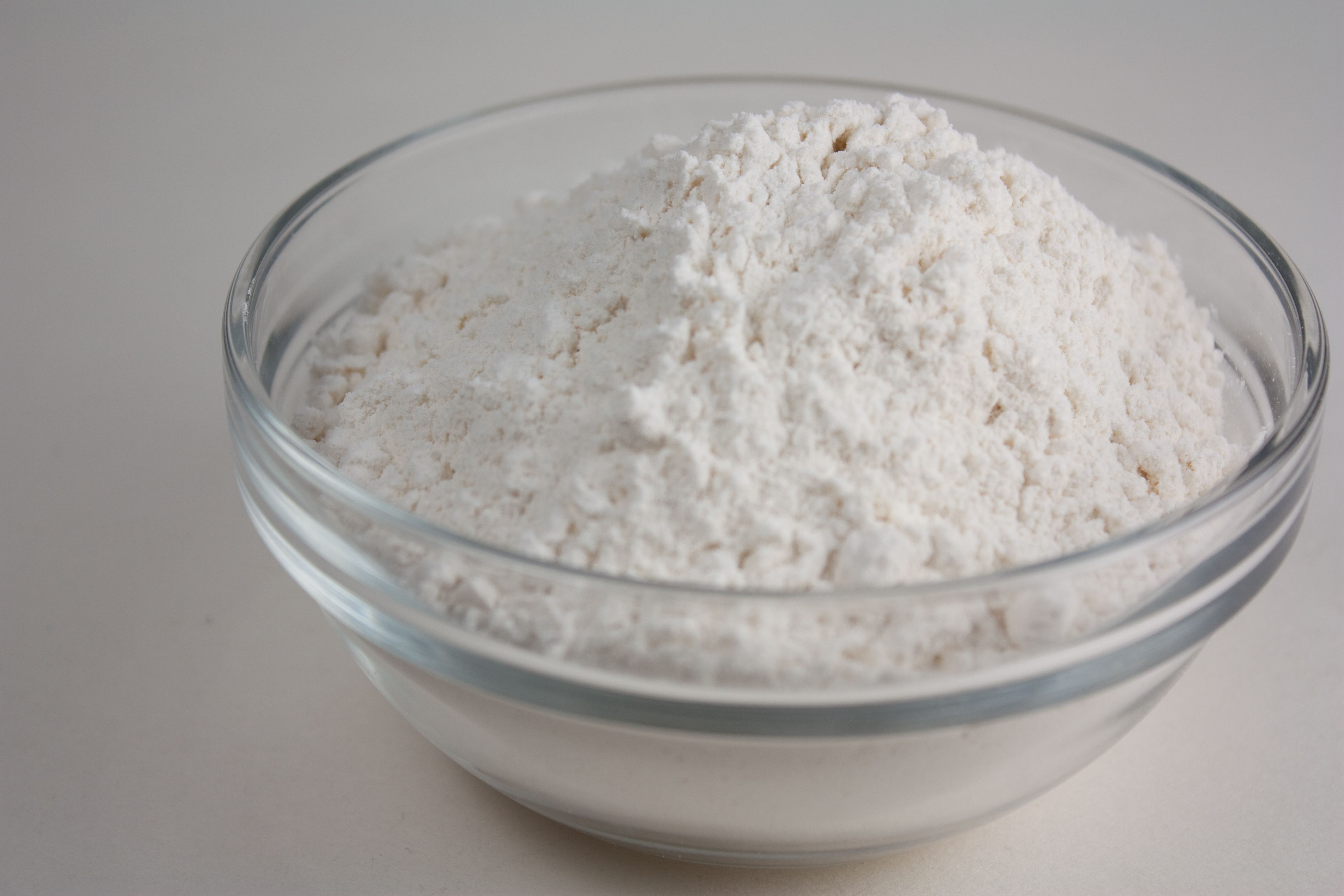
Harina de maida

La harina de maida es una harina de trigo del subcontinente indio. Finamente molida sin salvado, refinada, y blanqueada, muy parecida a la harina de pastel. El término maida es común en  el sur de la India; el término equivalente en el norte de la India es safed atta, literalmente "harina blanca", aunque la harina de maida no es nada común en el norte de la India.
La harina de maida es usada muy frecuentemente para hacer comida rápida, pastelería horneada, pan, gran variedad de dulces, y los tradicionales panes planos. A causa de esta gran variedad de usos, a veces se le etiqueta y marca como "harina de todo uso", a pesar de ser diferente a la harina de todo uso como se le conoce comúnmente en los EE. UU.

## Producción
La harina de maida está hecha del endosperma (de la parte blanca de la fécula) del grano. El afrecho (o salvado) es separado del germen y del endosperma que luego es refinada al pasar por un tamiz de malla de 80 por pulgada (malla de 31 por centímetro). A pesar de que naturalmente es amarillenta debido a los pigmentos presentes en el trigo, la harina de maida es comúnmente blanqueada, naturalmente por el oxígeno atmosférico, o por diferentes agentes blanqueadores de la harina.
Cuando es trillada por el invierno, y el trigo tiene un alto contenido de gluten, el calor generado por el proceso de trillado resulta en la desnaturalización de la proteína, limitando su uso en la preparación de panes fermentados.

## Controversia
Una creencia muy generalizada es que la harina de maida contiene alloxana, producto prohibido en los países desarrollados, añadido como agente blanqueador o usado como producto para blanquear. Y como producto final de la oxidación de la xantófila, en el que no hay evidencia de que en pequeñas cantidades (de alloxan) se pueda comprometer la salud.

## Aplicaciones
La harina de maida es usada extensamente en la cocina Asiática del Centro y del Sur. Tanto los Panes Planos como los Naan y Tandoori Roti están hechos utilizando harina de maida. Bhatura es un Pan Fermentado, Suave y Bien-Frito hecho con harina de maida y yogur.
El famoso Kerala Parotta es hecho usando harina de maida.